# Pietro Acciarito
Pietro Umberto Acciarito (Artena, 27 de junio de 1871 - Montelupo Fiorentino, 4 de diciembre de  1943) fue un anarquista italiano conocido, por su intento de asesinar al rey Humberto I de Italia en las proximidades de la ciudad de Roma el 22 de abril de 1897.

## Biografía

### Primeros años
Pietro Acciarito nació en una familia humilde. Su padre, Camillo Acciarito, portero de profesión y de orientación política monárquica, se enorgullecía en haber nacido el mismo día que el rey Humberto I de Italia, también por este motivo había dado a su hijo en homenaje al monarca, un segundo nombre de Humberto. El joven Pietro no tuvo oportunidad de continuar sus estudios, a través de su esfuerzo alcanzó la profesión de artesano y herrero montando para sí un pequeño taller.
Aunque no era miembro de ninguna organización política, Acciarito ganó notoriedad por sus ideas radicales, ideas en las que manifestaba sentimientos de hostilidad con relación a las clases dirigentes. Sus ideales anárquicos no eran secretos ya que los proclamaba en diversas ocasiones públicas en voz alta. De acuerdo con algunos relatos de la época, Acciarito presentaba síntomas compatibles con lo que actualmente es definido por la medicina como depresión. Algunas fuentes relacionan este hecho al atentado que cometería contra la vida del rey, afirmando que Pietro estaría en medio de una crisis de depresión cuando lo cometió.

### El atentado

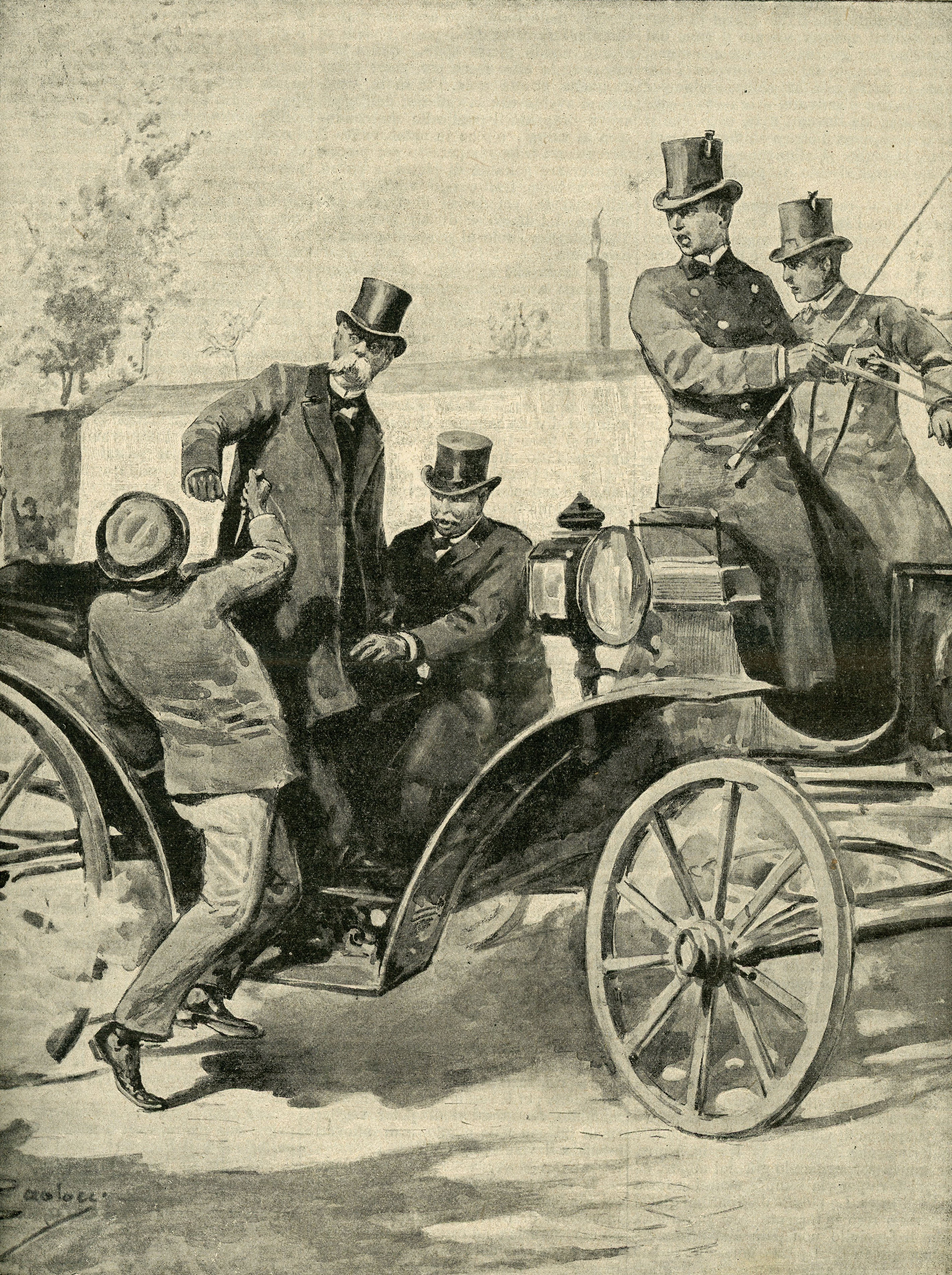
Dibujo de reconstitución del atentado de Acciarito.

El 20 de abril de 1897 Acciarito cerró el taller y fue al encuentro de su padre, saludándolo y diciéndole que aquella sería la última vez que ellos se verían. Ante las palabras del hijo, Camillo le preguntó si iba a emigrar a América o si iba a suicidarse. Pietro le respondió que pronto lo descubriría y que por ahora necesitaba ir al hipódromo.
Consciente de las ideas de su hijo y conectándolas con la presencia de Humberto I en las carreras de caballo el 22 de abril el padre de Pietro fue a la policía comunicándoles sobre la posibilidad de que su hijo estaba planeando para aquella ocasión un atentado contra la guerra vida del monarca.
El día 22 Pietro estaba en medio de la multitud que saludaba la llegada de Humberto I al hipódromo para asistir a las carreras. Después de acercarse al carruaje real con un cuchillo escondido el anarquista avanzó sobre el monarca. Al notar el arma, antes incluso del golpe, Humberto logró esquivar poniéndose lejos del alcance de Pietro y de esa forma escapó ileso. Acciarito intentó apuñalar a Humberto nuevamente, sin embargo, tras otro golpe violento, el cuchillo quedó atrapado en el vehículo. Al ver que no conseguía apuñalar al monarca, el anarquista tiró de su cuchillo y con ella rasguñó un A y una cruz en el lateral del carruaje real.
En medio de la confusión que siguió la acción Acciarito caminó tranquilamente lejos siendo detenido después de un recorrido de unos 50 metros. No queriendo demostrar signos de que estaba afectado por el atentado, aún tembloroso, el rey asistió a las carreras hasta su término.

### Proceso y condena

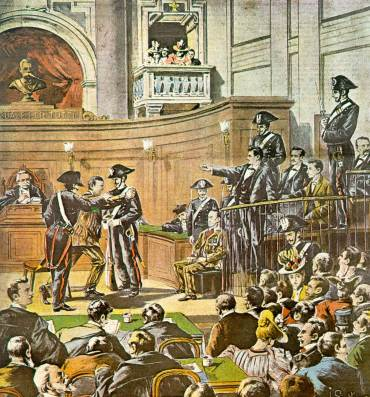
Reconstitución del juicio de Acciarito publicada en el diario 'La Tribuna Illustrata' en el 9 de julio de 1899.

Inmediatamente después de la detención fue requerido de Acciarito que presentara las motivaciones de sus acciones. Sin vacilar, el herrero dijo que el rey Humberto estaba dispuesto a gastar 24 mil liras (en la época una suma equivalente a la premiación diaria de las carreras) en una apuesta en una carrera de caballos, nada sin embargo, le ofrecía a los pobres y hambrientos.
Más tarde Acciarito fue llevado por la policía para interrogatorio sufriendo duras torturas con las que las fuerzas de orden esperaban forzarlo a revelar una supuesta conspiración y los nombres de otras personas en ella involucradas. Al mismo tiempo se realizaron una serie de encuestas entre los conocidos del herrero en la región de Artenas, siendo detenido uno de sus amigos, Romeo Frezzi, simplemente porque poseía en su casa una foto de Acciarito.
El ataque sería también utilizado como pretexto para prisiones arbitrarias de varios críticos y opositores de los monarquistas como los socialistas, anarquistas y republicanos. Sin ninguna implicación con el caso, Frezzi no resistiría las torturas sufridas en su interrogatorio muriendo en manos de los policías en el tercer día de los interrogatorios.
La primera versión (oficial) sobre la muerte de Frezzi afirmaba que supuestamente se habría suicidado, al golpear su cabeza contra la pared de la celda en que estaba detenido. Esta versión, sin embargo, fue rápidamente sometida a un procedimiento de verificación que resultó ser falsa. Una nueva encuesta fue realizada identificando la causa de la muerte como resultado de un accidente cerebrovascular. Esta versión de los acontecimientos, sin embargo, fue tema de muchos cuestionamientos y las autoridades fueron obligadas a realizar una tercera investigación que concluyó que Frezzi se había suicidado arrojándose desde una altura de seis metros.
La muerte de Frezzi suscitaría manifestaciones masivas de protesta contra la brutalidad policial. Como resultado los funcionarios responsables de su custodia, su arresto y su interrogatorio fueron rápidamente transferidos de localidad y función.
Más tarde surgió en la policía una carta falsa que había sido supuestamente escrita por la novia de Acciarito, en la que le advertía que estaba embarazada. A través de esta carta falsa, la policía intentó hacer con que Pietro revelara los nombres de sus supuestos cómplices, prometiendo a cambio su liberación en un plazo más corto y un permiso de reencontrarse con su esposa. Creyendo en la carta Acciarito presentó el nombre de cinco personas que fueron inmediatamente detenidas.
Sin embargo, durante el proceso los cinco supuestos conspiradores fueron gradualmente considerados inocentes, durante sus detenciones se obtuvieron confesiones engañosas que no eran más que resultantes de la violencia. Acciarito fue declarado culpable de intento de regicidio y condenado a trabajos forzados perpetuos. Al ser declarada la sentencia él gritó:

"Yo voy mañana, mañana será el turno del estado burgués. ¡Viva la anarquía! ¡Viva la revolución social!

Acciarito recibiría un "trato" semejante al proporcionado al también anarquista Giovanni Passannante que también había atentado contra la vida del rey Humberto en 1878: recluido en una celda sin letrina, menor que su estatura, situada debajo del nivel del mar en el más restringido aislamiento. De la misma forma que Passannante, tales condiciones llevaron Acciarito a la locura. Completamente trastornado el anarquista sería transferido al mismo manicomio judicial donde su precursor había encontrado su fin.

## Después de la muerte
Después de la muerte, los restos mortales de Acciarito fueron sometidos a una autopsia Acciarito por los mismos que habían examinado el cuerpo de Passannante que concluyeron a través de sus estudios que la forma del "el cráneo oval del herrero reveló una "predisposición al asesinato".

## La venganza de Bresci
Tres años después el objetivo de Passannante y Acciarito sería finalmente alcanzado por la acción de Gaetano Bresci. En una visita a Monza el 29 de julio de 1900, Humberto I sería asesinado por el tejedor anarquista con tres tiros en el pecho. A pesar de poseer motivos personales para la acción, Bresci acabó convirtiéndose en el vengador de los tormentos de sus precursores Acciariato y Pasante.